# Abbaye Saint-Symphorien d'Autun
L'abbaye Saint-Symphorien d'Autun était une abbaye de moines bénédictins située hors des murs d'Autun en Bourgogne dans la partie de l'ancienne commune de Saint-Pantaléon.

## Historique
Elle doit son nom à Symphorien d'Autun, martyr du IIe siècle. Elle a été érigée par Euphrône d'Autun au Ve siècle (attestée en 452) à l'emplacement même de l'exécution du jeune saint. Elle détenait un important domaine rural composé d'une large surface de vignes assurant une bonne partie de ses revenus. Elle est rattachée à l'abbaye de Saint-Martin d'Autun en 910, qui deviendra par la suite un prieuré.
L'abbaye, reconstruite au XVIIe siècle, actuellement propriété privée, est inscrite monument historique en 1993 pour ses bâtiments et classée en 1994 pour son mur de clôture.

## Architecture

### Cimetière
Orbituaire, fondations d'anniversaires, nécrologe
(liste non exhaustive)
- 1501  - l'évêque d'Autun Monseigneur Jean VI Rolin, y fonde anniversaire[2]

## Abbés, prieurs
(liste non exhaustive)
- Germain de Paris
- Virgile d'Arles (? -†.1er octobre 610)[3]
- 14..? - 1462 - Jean Petitjean
- 1462 - Jean Rolin (cardinal)
- 1758 -  Claude Esmoint, natif de Beaune, prêtre du diocèse prit le 7 juin 1758 pour manualisation jusqu'à pollution parfaite[4]

## Moines et personnalités célèbres
- Saint Eustase (°VIe siècle-†.31 décembre 607) formé à l'abbaye[5] il devint diacre et archidiacre d'Autun puis archevêque de Bourges
- Saint Marius ou  Maire, évêque de Lausanne au VIe siècle, originaire de la région d'Autun ou il fit ses études.
- François Janvier (?-1750), poète, professeur de philosophie, et chanoine de Saint-Symphorien d'Autun.

## Terriers, propriétés
Prieurés, églises
- Prieuré Saint-Symphorien de Champagne-en-Valromey (1055), dans le décannat de Ceysserieu[6]. À la fin du XVIIe siècle un de ses prieurs s'appelait Dom Pochet[7]

Terres, seigneuries
- Terres à Fauste-sur-Champagne en pagus Genevensis accensées le 29 avril 1055 par l'évêque d'Autun Helmuin, au nom de l'abbaye[8]